# 제틱스
제틱스(영어: Jetix)는 월트 디즈니 컴퍼니가 운영했던 애니메이션 프로그램 방송 시간 및 방송이다.

## 역사
2008년 12월 디즈니가 제틱스 유럽을 구매 한 후 모든 제틱스 운영이 디즈니 브랜드 채널로 대체 될 것이라고 발표했다. 미국에서는 2009년 2월 툰 디즈니와 제틱스가 합병하여 디즈니 XD를 구성했다. 나머지 제틱스 채널은 툰 디즈니와 합병하여 디즈니 XD를 만들거나 지역에 따라 디즈니 XD 또는 디즈니 채널로 대체되었다.

## 주요 프로그램
- 우당탕탕 잉양요
- 슈퍼 로봇 몽키
- 뿌까
- 소닉 X
- 나루토
- 파워레인저
- 마법소녀 위치
- 겟 에드
- 지미 투 슈즈

## 같이 보기
- 디즈니